# Mormoscopa phricozona
Espèce
Synonymes
- Bertula nyctiphanta Turner, 1936
- Simplicia phricozona Turner, 1902

Mormoscopa phricozona est une espèce de lépidoptères (papillons) de la famille des Erebidae et de la sous-famille des Herminiinae. On la trouve en Australie.

## Morphologie
L'imago a une envergure de 40 mm environ.